# Huércanos
La Villa de Huércanos es un municipio y localidad española de la comunidad autónoma de La Rioja.

## Historia
El origen de Huércanos es incierto, si bien en su término municipal han aparecido asentamientos y restos desde el Neolítico hasta la época del Imperio Romano. Los historiadores y filólogos opinan que su nombre tiene un origen prerromano; Menéndez Pidal dice que deriva de orca, palabra usada por los íberos y que significa cavidad o vasija; Emilio Alarcos Llorach tiene la misma opinión; y Yungfer lo supone formado sobre el nombre propio godo Horico, Horco.
La primera mención documental data del año 944, cuando el obispo Tudimiro compró a un tal Bellita varias tierras en Horcanos. El 14 de julio del 972 los reyes Sancho II y su esposa Urraca ofrecieron al monasterio de San Millán la villa de Huércanos y sus términos. Desde esta época hasta el siglo XIX aparecen unos señores como beneficiarios del señorío de Huércanos (derecho de martiniega): Diego Jiménez, señor de los Cameros, cambia al rey Alfonso VIII de Castilla varios castillos por las villas de Maqueda, Arlanzón, Bozigas, Huércanos y Orogola. Recayó posteriormente en Juana Alfonso de Montemayor, que el 9 de marzo de 1406 lo transfiere a Diego López de Zúñiga. A partir de ahora se suceden los señores: Jerónimo de Vizcaya (1484); Alonso Martínez de Nájera (1494), que junto a su esposa María de Ariz fundó en 1503 un mayorazgo, disfrutado por sus descendientes. El Concejo contribuyó durante muchos años con el oneroso impuesto de la martiniega; pero, tras muchos pleitos con los Martínez de Ariz, dejó de pagarlo hacia finales del siglo XVII. A pesar de ello este linaje conservó en Huércanos unas buenas propiedades hasta el siglo XIX, junto con el deseo ilusorio de ser reconocidos como señores del pueblo.
No obstante, la jurisdicción civil y criminal depende de Nájera, ya que aparece como integrante de su territorio en el fuero de Sancho III el Mayor (siglo XI). Diego López de Zúñiga expuso a Juan II los perjuicios de esta encomienda, concediendo el soberano la separación de la ciudad por privilegio real de 14 de julio de 1443; confirmado por su hijo Enrique IV el 24 de mayo de 1459; por los Reyes Católicos el 3 de marzo de 1492; y, finalmente, por Felipe IV el 20 de marzo de 1658. A pesar de todo ello el duque de Nájera intentó sujetar a su influencia el gobierno de Huércanos, sufriendo la villa muchos avatares y pleitos, acabados con la carta real de 1658.
Los vecinos de Huércanos se levantaron contra la coronación de Carlos I y la oposición de los comuneros. El Duque de Nájera fue el encargado de sofocar la rebelión contra el Rey. Posteriormente Carlos I le otorgó el título de villa y los símbolos de su blasón.
A finales del siglo XVI la villa sufrió la peste, en la que perecieron centenares de personas. A raíz de este acontecimiento se creó la Cofradía de San Pantaleón, santo médico a quien dedicaron la ermita.
Se le hace referencia en un acta matrimonial entre Íñigo Ortiz de Zúñiga y Juana, hija bastarda del rey Carlos III, de 8 de marzo de 1396, en la que el padre del novio dotó a su hijo con diversas localidades, entre ellas Baños de Rioja, Bobadilla, Clavijo y Huércanos.
En 1790 Huercanos fue uno de los 54 municipios fundadores de la Real Sociedad Económica de La Rioja, la cual era una de las sociedades de amigos del país fundadas en el siglo XVIII conforme a los ideales de la ilustración.

## Economía

### Evolución de la deuda viva
El concepto de deuda viva contempla solo las deudas con cajas y bancos relativas a créditos financieros, valores de renta fija y préstamos o créditos transferidos a terceros, excluyéndose, por tanto, la deuda comercial.
| Gráfica de evolución de la deuda viva del ayuntamiento entre 2008 y 2024                             |
| |
| Deuda viva del ayuntamiento en miles de Euros según datos del Ministerio de Hacienda y Ad. Públicas. |

La deuda viva municipal por habitante en 2024 asciende a 0.00 €.

## Geografía humana

### Demografía
Cuenta con una población de 840 habitantes (INE 2024).
| Gráfica de evolución demográfica de Huércanos entre 1842 y 2023                                                       |
| |
| Población de derecho según los censos de población del INE. Población de hecho según los censos de población del INE. |

## Política
| Periodo   | Nombre                                                                                     | Partido              |
| --------- | ------------------------------------------------------------------------------------------ | -------------------- |
| 1979-1983 | Carmelo Maiso Rodríguez Florentino Hoces Sanz José María López Velasco Juan Magaña Córdoba | UCD                  |
| 1983-1987 | Juan Magaña Córdoba                                                                        | PRP pacto con PSOE   |
| 1987-1991 | Moisés Magaña Iruzubieta                                                                   | PP con tránsfuga PRP |
| 1991-1995 | José Alberto Magaña Narro Luis Ángel Izquierdo Marca                                       | PRP PSOE             |
| 1995-1999 | Luis Ángel Izquierdo Marca Juan Magaña Córdoba                                             | PSOE PRP             |
| 1999-2003 | Josué Santamaría Iruzubieta                                                                | PP                   |
| 2003-2007 | Roberto Varona Alonso                                                                      | PP                   |
| 2007-2011 | Roberto Varona Alonso                                                                      | PP                   |
| 2011-2015 | Roberto Varona Alonso                                                                      | PP                   |
| 2015-2019 | Roberto Varona Alonso                                                                      | PP                   |
| 2019-2023 | Roberto Varona Alonso                                                                      | PP                   |
| 2023-act. | Roberto Varona Alonso                                                                      | PP                   |

## Patrimonio
- Iglesia de San Pedro

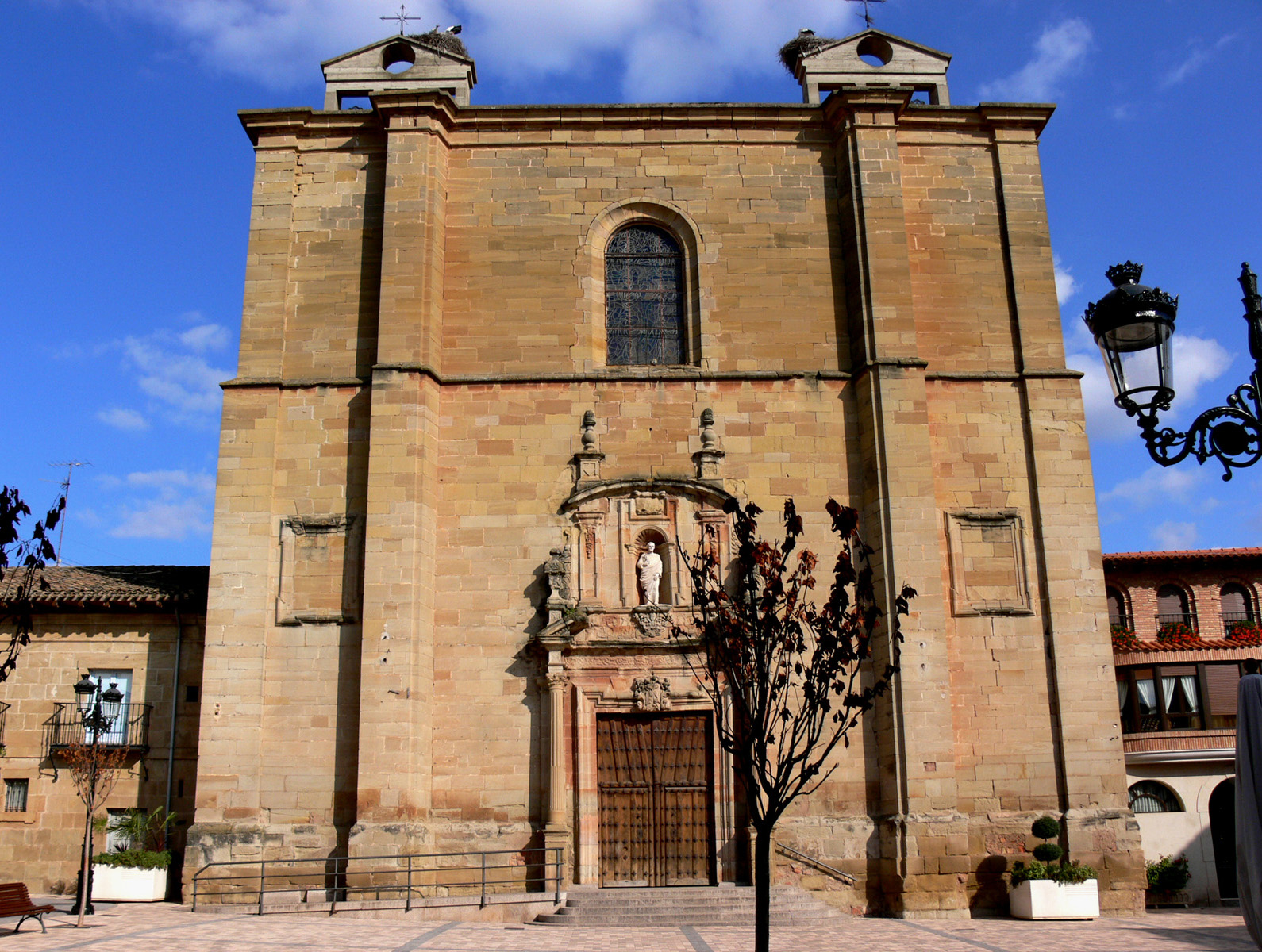
Iglesia de San Pedro

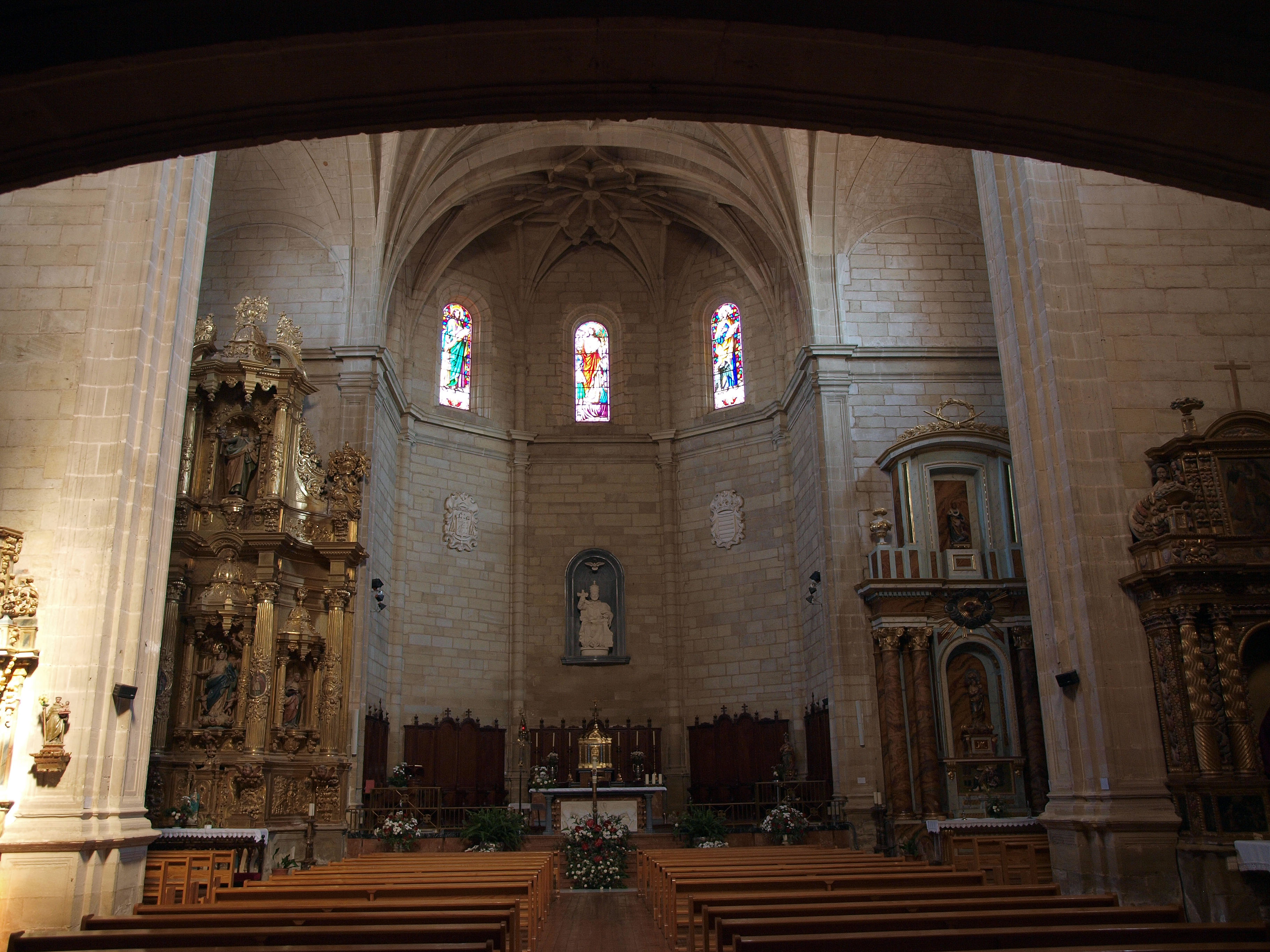
Interior de la iglesia

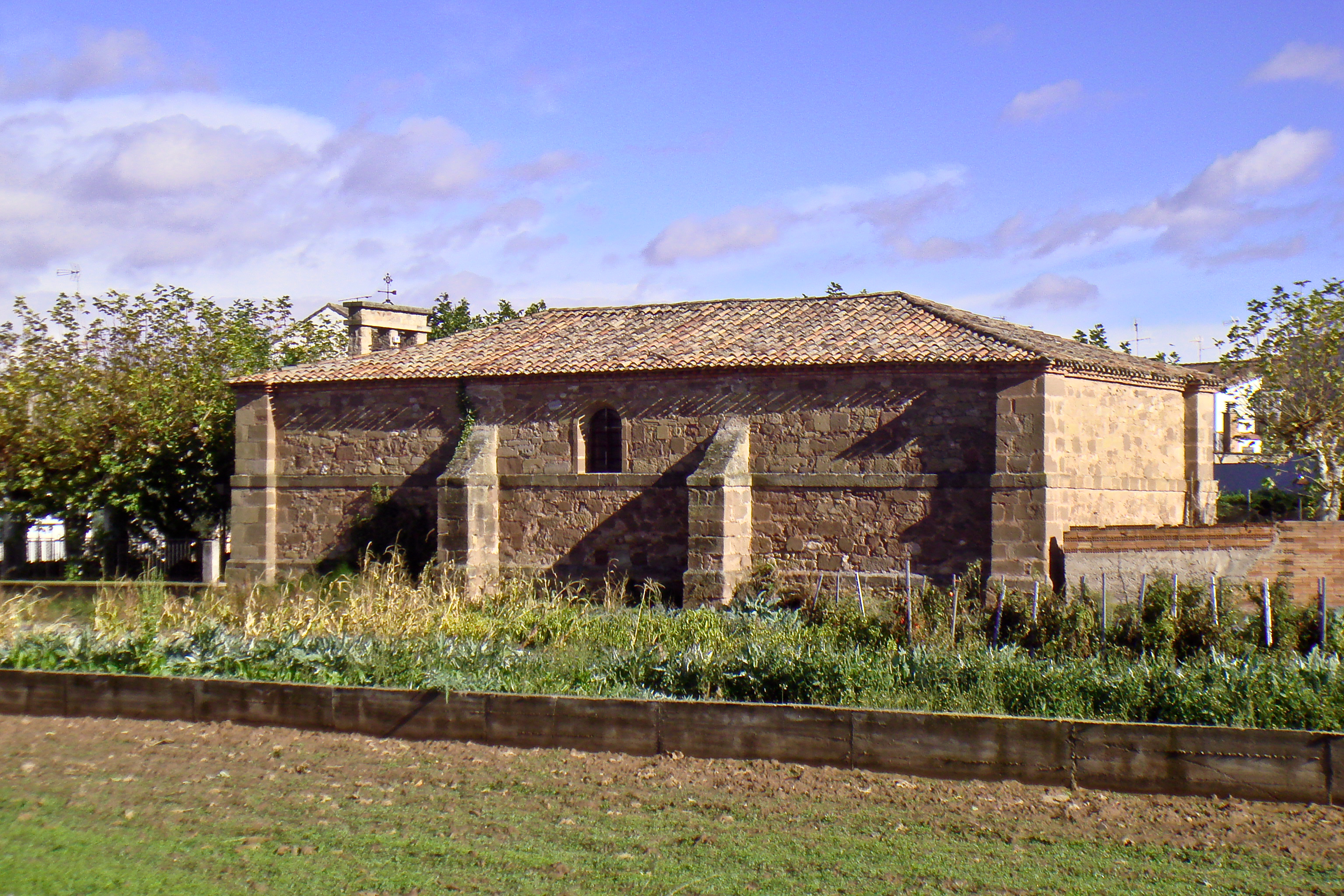
Ermita de San Pantaleón

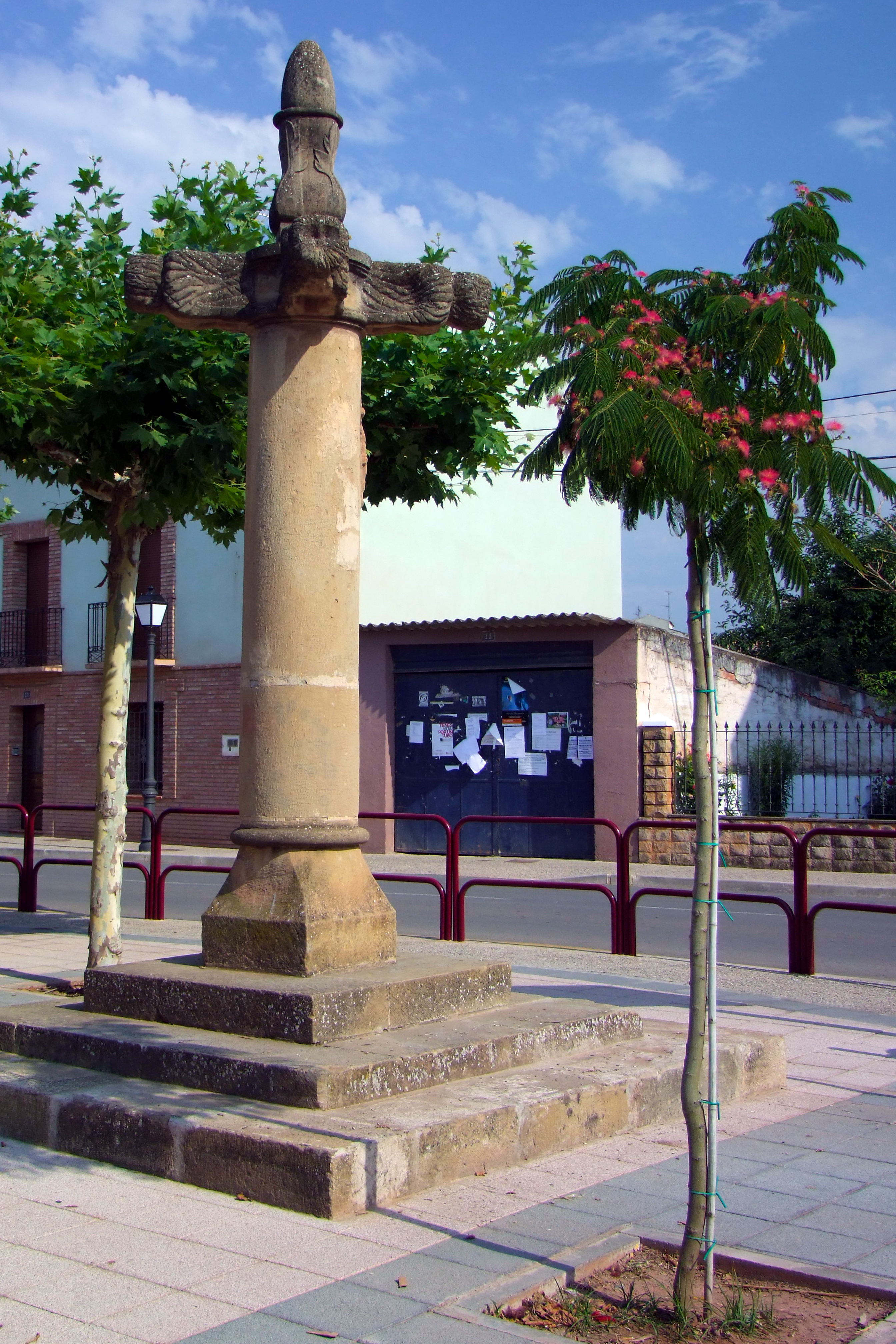
Rollo

Se inician los trabajos de este templo en junio de 1554, por los canteros Pedro de Rasines y Rodrigo de Ezquerra. La peste y otras contingencias retrasan su finalización, y a principios del siglo XVII está al frente de la obra Diego de Sisniega, a la vez que se cubre con bóveda la nave central.
En 1731 es contratado Francisco de Mendieta para la finalización del tramo de los pies y de la fachada; sin embargo, cumplido el plazo fijado de cuatro años, lo releva Juan Bautista de Arbaizar a partir de 1739. Al fallecer este, concluyen el programa constructivo Domingo y Antonio de Aguirre (1747). Cuando todo el buque del templo estuvo cerrado y asentado, el Cabildo ajusta el 31 de diciembre de 1764 con el arquitecto Francisco de Gurrea la realización del coro nuevo y la capilla sobre él, con arreglo a sus propias trazas y condiciones.
Muy reformado en el siglo XX, es un edificio de sillería con una nave de dos tramos, crucero, cabecera ochavada de cinco paños y capillas altas entre los contrafuertes. Arcos de medio punto sobre pilastras toscanas cruciformes y columnas adosadas en la cabecera. La nave, crucero y cabecera se cubren con crucería estrellada con combados curvos y los brazos y capillas con lunetos de intradós decorados. El coro está a los pies sobre crucería estrellada, y la sacristía cubierta con cielo raso al sur.
La portada es adintelada de dos cuerpos, el bajo con molduaje mistilíneo entre corintias y frontón roto; el alto con hornacina entre molduaje mixtilíneo, pilastras y frontón redondo. En este hueco se colocó en 2001 una imagen de San Pedro, obra del escultor Miguel Ángel Sáinz.
- Ermita de San Pantaleón

En 1551 se concede permiso para alargar este templo, ya que era de unas dimensiones reducidas. A lo largo de la historia numerosas restauraciones y reconstrucciones nos han legado un edificio de una nave de tres tramos, cubierto con bóveda de aristas; el coro se sitúa a los pies. La portada, con entrada adintelada, recoge diversos relieves de ángeles y vegetación, seguramente reaprovechados, pues en el siglo XIX consta que se derrumbó la fachada en el lado izquierdo. La luz entra por dos ventanas de arco de medio punto que se encuentran a ambos lados de la nave, mientras que a los pies del templo (fachada) existe un ojo de buey. La espadaña sobre la portada acoge dos campanas, una del siglo XVIII y otra del XIX. Siglos atrás tuvo sacristía con entrada por el lado del evangelio, pues todavía se observa la entrada cegada.
- Rollo Jurisdiccional

Este símbolo tiene su origen en el privilegio que Juan II concede a la villa en 1443. Rehecho en los años 90, consta de una basa de forma cuadrangular, columna redonda con el escudo de Carlos I de España labrado en altura, coronado el conjunto por una empuñadura de espada y cuatro cabezas en los brazos.
- Casa palacio de los García-Baquero

Edificio construido en la primera mitad del siglo XVI por el doctor Diego Marín. Consta de tres plantas, las dos inferiores de sillería y la superior de ladrillo; portada de medio punto de intradós mixtilíneo, escudete en clave de jarra de azucenas y tres lises, con escudo de armas de Carlos I en la parte alta
- Casa consistorial

Fue edificada en la segunda mitad del siglo XVII por el capitán de infantería Ignacio González Sáenz de Arellano. Tiene dos plantas de sillería, con vanos adintelados de oreja, herrajes y alero de madera. El escudo, propio del capitán González, está partido de castillo de tres torres entre lises y medio cortado de árbol enraizado y espada entre dos diamantes.

## Fiestas y tradiciones
• San Matías. Este santo apóstol es honrado el 24 de febrero como voto de villa. El Ayuntamiento asiste a la misa y a la procesión, que discurre por el antiguo cementerio, donde se reza un responso por los vecinos difuntos. Es muy posible que tenga relación con alguna de las muchas pestes sufridas por la villa en siglos pasados, como la de 1599, cuando murieron 372 personas en ocho meses.
• El agua de las 24 horas. Conmemora el privilegio de la villa de Huércanos de gozar de veinticuatro horas semanales de agua procedente de Santa Coloma. En 1508 se confirma esta merced, ya muy antigua entonces. 
El último sábado de abril se organiza una marcha al municipio de Bezares. El Alcalde, concejales y vecinos de la villa de Huércanos marchan los 8 km, que separan a los municipios y, posteriormente, hacen una comida en Bezares para rememorar esta prerrogativa.
• Semana Santa. Fechas cargadas de actos religioso y procesiones, como el Vía Crucis de Viernes Santo a las siete de la mañana, la procesión del Santo Entierro a cargo de la Cofradía de la Santa Vera Cruz de Huércanos, el fuego pascual del Sábado Santo, la bendición del romero o la quema del judas en la mañana del Domingo de Resurrección.
• San Pantaleón. Es el patrón del pueblo y su fiesta se conmemora cada 27 de julio. En torno a ella se organizan las fiestas mayores de la villa, con diferentes actividades y muy variadas: orquestas, vaquillas, degustaciones, hinchables para los más pequeños, etc. 
En el día de Santiago la imagen del santo se traslada a la iglesia parroquial desde su ermita, para ser devuelta a la misma el domingo primero de agosto, cuando la cofradía tiene su cena de hermandad anual.
• San Roque. Es copatrono de Huércanos, su efigie recorre las calles de Huércanos el día 16 de agosto, pasando por el lugar donde estuvo situada su ermita,ya desaparecida, donde los vecinos levantan un altar recordándolo y rezan un responso.
• Virgen del Pilar. Su fiesta el 12 de octubre tiene carácter de gracias por la cosecha de uva, con solemne misa y procesión. 
Ya por la tarde, asan una ternera que degusta todo el pueblo, también hay verbena en la plaza del pueblo.

## Hijos ilustres de la Villa
- Tudimiro (Siglo X). Obispo de Nájera-Calahorra.
- Fernando Marín Martínez (Huércanos h.1480- Roma 1527). Abad de Nájera, beneficiado de Huércanos, ministro y embajador de Carlos V en Italia.
- Juan García Andrés (Huércanos h.1530- Orense 1596). Abad de Par de Rubias (Orense), fundador de la obra pía de estudiantes y doncellas pobres.
- Francisco de Alvear y Moreda (Huércanos h.1538 – Piura [Perú] 1613). Teniente capellán mayor de las galeras de España, vicario episcopal de Guayaquil (Ecuador) y de Piura (Perú).
- Miguel Tuesta Badarán (Huércanos 1569 – Licata [Sicilia] 1645). Militar en Saboya, Borgoña, Flandes, Francia e Irlanda; gobernador del castillo de Licata.
- José Sáenz de Aguirre (Logroño 1630- Roma 1699). Aunque nacido en Logroño, su padre natural de Huércanos y médico eminente. Benedictino y Cardenal: “eminentísimo en la púrpura, eminentísimo en la ciencia y eminentísimo en la virtud”.
- Juan José de Salazar y Ontiveros (Huércanos 1692- Madrid 1750). Capellán, poeta y autor de tres libros de poesía.
- Francisco Busou (Meyraq [Francia] 1734 - Huércanos 1790). Escultor barroco, rococó y neoclásico; autor de obras en Calahorra, Cárcar –Navarra-, San Millán, Tricio, Huércanos…
- José de Anguiano y Miguel (Huércanos 1741-1809). Beneficiado de Huércanos y fundador de la escuela de niñas “San José”, por testamento de 1809.
- José Láriz Marín (Huércanos 1748-1822). Guardia de Corps, teniente gobernador en la antigua misión jesuítica de Yapeyú (actual Argentina) y teniente coronel de Caballería.
- Modesto de la Torre y Ozcáriz (Huércanos 1793- Madrid 1853). Mariscal de campo, secretario de la Reina en decretos, diputado y director general de los Carabineros.
- Tirso García-Escudero de la Torre (Huércanos 1863- Madrid 1950). Famoso empresario teatral del madrileño Teatro de la Comedia.
- Félix Benito Magaña (Huércanos 1905- Logroño 1990). Vicario general del Obispado y prelado doméstico de S.S.
- P. Tomás Gallarta Campo -cmf- (Huércanos 1913- Colmenar Viejo 1997). Religioso claretiano, matemático e hijo adoptivo de Segovia.
- Joaquín Ruiz de Oña González (Huércanos 1918 - Zaragoza 2008). Teniente General, Jefe de Artillería de Burgos y Baleares, Gobernador Militar de Bilbao y Navarra, y Capitán General de la VIII Región Militar (Burgos), Galicia y Baleares. Diplomado de Estado Mayor
- Mons. Celso Morga Iruzubieta (Huércanos 1948). Arzobispo de Alba Marítima y Secretario de la Congregación para el Clero (2011-2014); arzobispo de Mérida-Badajoz (2015). Doctor en Derecho Canónico por la Universidad de Navarra.
- César Izquierdo Urbina (Huércanos 1953). Teólogo y profesor de la facultad de Teología de la Universidad de Navarra.
- Bernardo Iruzubieta Lara Pelotari, campeón del mundo, de España y medalla de oro en Méjico 1968.
- José Ángel Balanza Tobías "Gorostiza" (Huércanos 1970). Pelotari, campeón del mundo de pelota vasca en 1992, y medalla de oro en los Juegos Olímpicos de Barcelona.

## Deportes
Cada 31 de diciembre por la tarde se celebra la carrera popular San Silvestre.
Pocos días antes de las fiestas de San Pantaleón se da lugar un torneo de fútbol entre diversos equipos de pueblos riojanos como Huércanos, Uruñuela, Baños de río Tobía o Nájera.